# Osmolarność
Osmolarność, molarność – liczba moli substancji osmotycznie czynnych w 1 litrze roztworu. 
Obecnie w diagnostyce laboratoryjnej znacznie częściej oznacza się jednak osmolalność, która odnosi się do 1 kg rozpuszczalnika.